# Vasile Ursu Nicola
Vasile Ursu Nicola (o Nicula), también conocido como Horea, Horia u Hóra (Arada, 1731-Karlsburg, 28 de febrero de 1785) fue un campesino y constructor de iglesias de madera rumano que, junto a Ion Oargă ("Cloșca") y Marcu Giurgiu ("Crișan"), condujo la rebelión campesina transilvana de 1784  iniciada en los pueblos de Curechiu y Mesteacăn en los montes Metaliferi y que se extendió a otras partes de Transilvania. Fue delegado de varias aldeas del Țara Moților ante el emperador austríaco José II para presentar sus quejas. El ejército austríaco reprimió la revuelta, y los líderes del levantamiento fueron traicionados y arrestados. Crişan fue ahorcado en la prisión de Alba Iulia, mientras que Horea y Cloşca fueron ejecutados públicamente en Alba Iulia, quebrados en la rueda, el 28 de febrero de 1785.
Horea se convirtió en una figura legendaria y en un héroe popular de Rumanía.

## Biografía

### Primeros años
Nicula nació en Arada, hoy Horea, en la Țara Moților del Principado de Transilvania en 1731. Era hijo de campesinos pobres que le dieron su nombre de bautizo Ursu ("Oso") de acuerdo a una antigua costumbre pagana por la que se ponía a los niños el nombre de animales fuertes o árboles vigorosos. En su juventud adquirió el sobrenombre Horea, porque tocaba un instrumento similar a una flauta así denominado. Una fuente nombra a dos hermanos, Petru y Damian, y una hermana, mientras que otras nombran solo a un hermano, Gavrilă. Horea contrajo matrimonio con Ilina, con la que tuvo dos hijos, Ion y Luca. El primero participó junto a su padre en la rebelión.

### Carrera

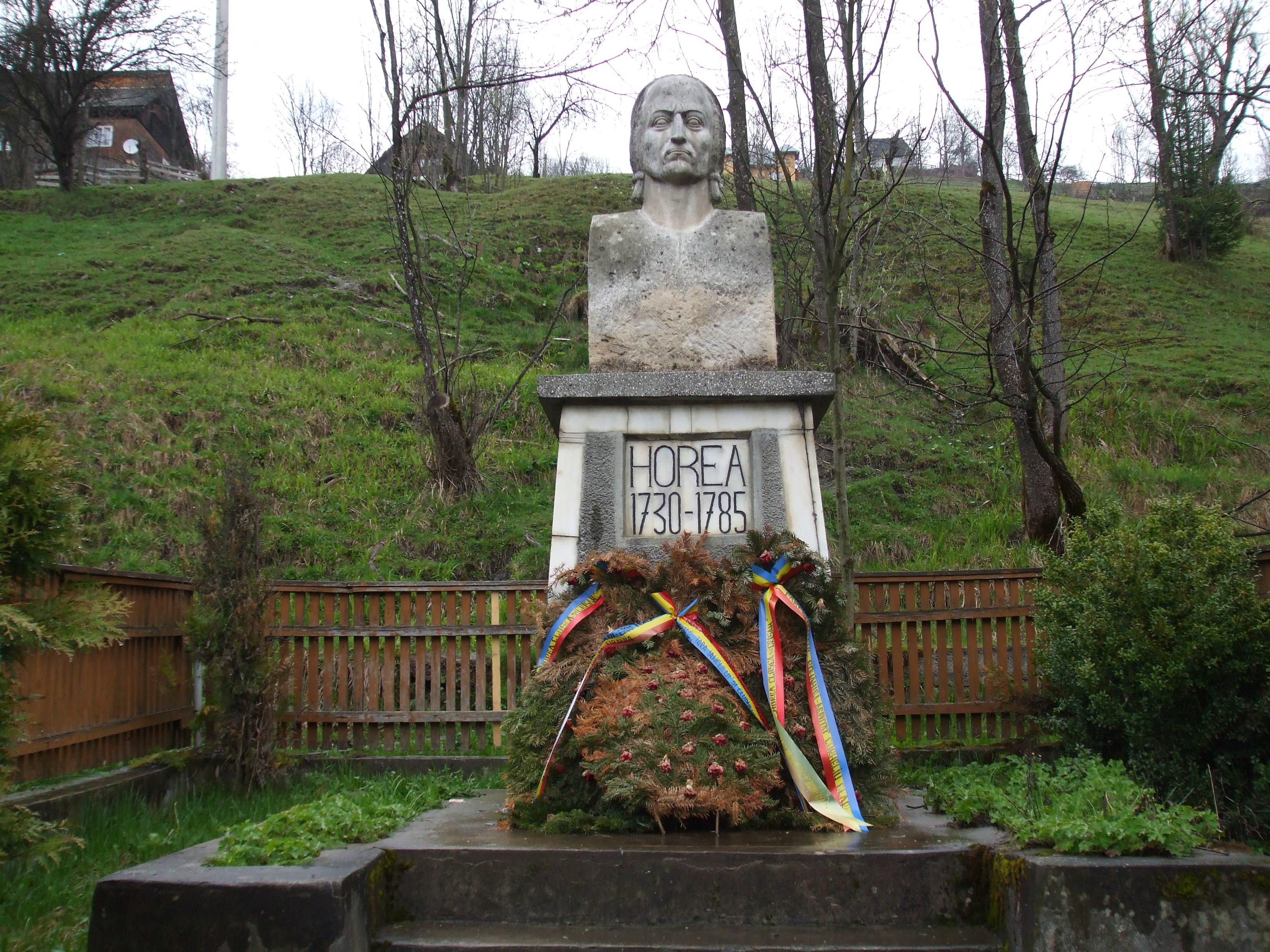
Busto de Horea en su localidad natal.

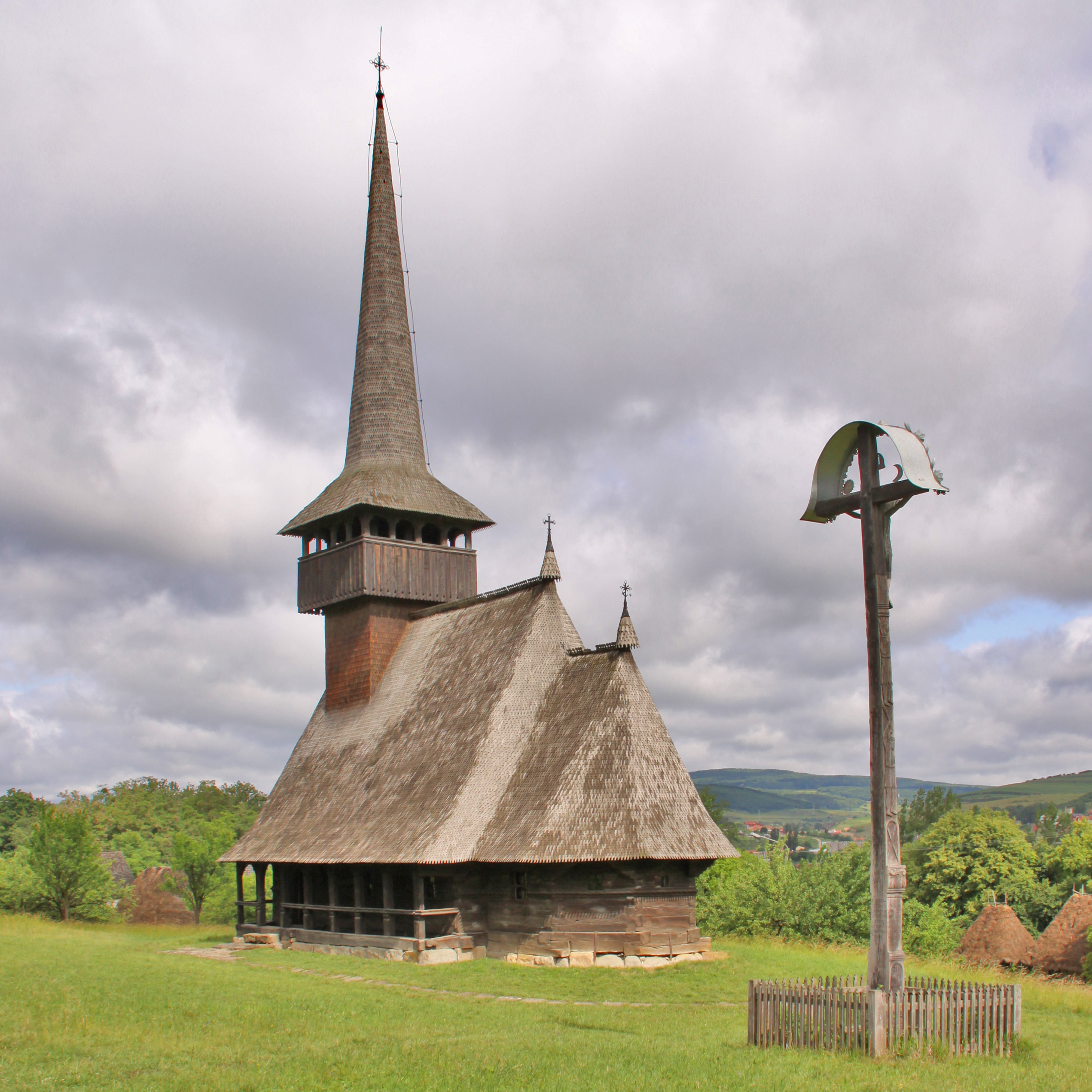
Iglesia de madera de Cizer.

Horea fue un campesino y artesano constructor de iglesias de madera, algunas de las cuales aún existen, como la iglesia de Cizer (Csizér) que data de 1773 y fue trasladada en 1967 al Museo Nacional de Historia de Transilvania en Cluj-Napoca. Las palabras "trabajado por Ursu H" están talladas en la viga de la nave en letras cirílicas. También se dice que Horea participó en la construcción de la iglesia ortodoxa de la Luna de Oradea. Aunque era un siervo, se supone que sabía leer y escribir. Entre 1770 y 1773 vivió con su familia en Ciucea.
Desde la incorporación de Transilvania a los dominios de los Habsburgo en 1691, la situación de los campesinos rumanos de esta región, que eran cristianos ortodoxos, había sido especialmente precaria. Mientras que los húngaros, los székelys y los alemanes (sajones de Transilvania) disfrutaban de ciertos derechos y privilegios, los rumanos todavía no tenían representación en la política, eran siervos sin libertad individual y no tenían apoyo para sus instituciones eclesiásticas. Además, pagaban altos impuestos a sus nobles feudales, en su mayoría católicos húngaros, así como al emperador.
Probablemente porque sabía leer y escribir, Horea se convirtió en el portavoz de los campesinos rumanos, viajando a Viena en cuatro ocasiones entre 1779 y 1784 para presentar sus quejas en audiencias personales con el emperador José II. En su primer viaje a Viena estuvo acompañado por Dumitru Todea y Cloșca y, según una fuente, Gavrilă, a quien se identifica como su hermano. En su segunda excursión a Viena, en 1780, estuvo acompañado únicamente por Cloșca. Se dice que en esta ocasión el Emperador le ordenó investigar los motivos del maltrato de los húngaros a los serbios y, en particular, a los rumanos. Su tercer viaje fue en 1782, mientras que su última estancia en Viena, en 1783, duró un año.
El hecho de que el emperador mismo recibiera a un siervo sugiere que Horea tenía partidarios en la corte. Una fuente sugiere que su patrocinador en la corte fue el geólogo austriaco Ignaz von Born, que tenía fincas en Alba Iulia (Karlsburg) en las que trabajaba Horea, y que Horea, cuando estaba en Viena, se alojaba en casa de Born. Se sabe que José II estaba, en este momento, en conflicto con la nobleza en Transilvania, porque deseaba acabar con el sistema feudal y quería que los siervos rumanos pudieran unirse a su ejército, algo que los nobles prohibían porque ello les privaría de su trabajo gratuito. Se dice que Horea les dijo a sus compañeros siervos rumanos que el Emperador le había autorizado a animarlos a acabar con la nobleza húngara de Transilvania. En cualquier caso, durante el período en que Horea los representó, la situación de los campesinos rumanos empeoró: se les aumentó la jornada laboral y se les quitó el derecho a explotar los bosques.
El 31 de enero de 1784, José II ordenó un aumento en el número de guardias fronterizos en Transilvania, y los campesinos de toda la región, incluidos muchos de Rumania, viajaron a Alba Iulia para alistarse en el ejército y así escapar de la explotación feudal. Cuando los siervos rumanos tuvieron la impresión de que los funcionarios de Karlsburg se resistían a sus esfuerzos por inscribirse, se extendió entre ellos la sensación de haber sido traicionados.

### Rebelión

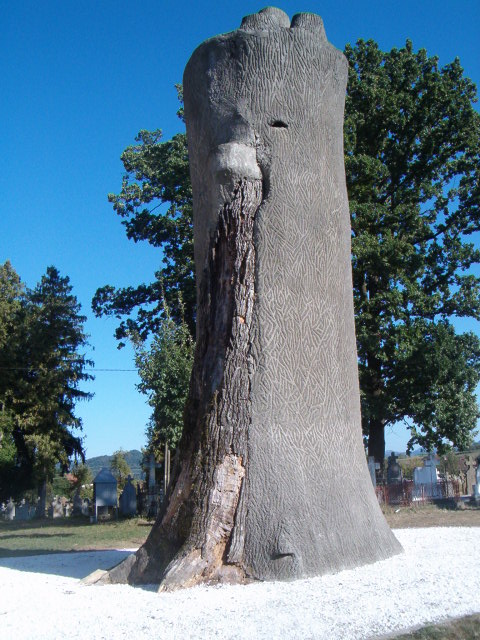
Roble de Horea en Țebea, donde supuestamente estalló la rebelión.

El 28 de octubre de 1784, en la feria semanal de Brad (Brád, Tannenhof), Crișan se reunió con campesinos de los pueblos de la zona y les dijo que enviaran representantes al pueblo de Mesteacăn tres días después. El 31 de octubre, alrededor de 600 campesinos se reunieron allí con Crișan y Cloșca, quienes mostraron una cruz de oro que, según dijeron, José II le había dado a Horea. El emperador, afirmaron, había dado instrucciones a Horea para que alistara en el ejército a los campesinos en una lucha por la eliminación la servidumbre.
Un gran número de campesinos liderados por Horea se dirigió entonces a Alba Iulia para unirse al ejército, pero en la noche del 1 de noviembre fueron atacados por tropas de la nobleza húngara en el pueblo de Curechiu. Repeliendo el ataque, los campesinos regresaron a Brad. El 2 de octubre, varios campesinos dirigidos por Crișan atacaron a los nobles de Crişcior y el 3 de octubre derrotaron al ejército húngaro en Ribița. Cloșca y sus hombres conquistaron Câmpeni, Abrud y el valle del Arieș. El 5 de octubre, la revuelta se había extendido a los condados de Alsó-Fehér, Hunyad, Kolozs, Arad, Szilágy y Maros-Torda.
El número de campesinos involucrados en la revuelta finalmente se contó por miles. El levantamiento devastó toda Transilvania y resultó en la destrucción de muchos castillos y casas solariegas, especialmente las pertenecientes a la aristocracia húngara. Masacraron brutalmente a nobles y católicos, la mayoría de ellos húngaros, y saquearon iglesias. Capturaron a algunos nobles, pero los dejaron ir si accedían a convertirse a la fe ortodoxa. Mientras perseguían objetivos húngaros, dejaron en paz a los soldados austriacos y se abstuvieron de saquear las propiedades imperiales.
El 11 de noviembre de 1784, Horea envió un ultimátum a los nobles en el que exigía que se aboliera la nobleza, que los nobles abandonaran sus propiedades y que las éstas se dividieran entre la gente común.
Mientras tanto, muchos de los nobles húngaros se habían retirado a la ciudad de Deva. La lucha se reanudó, con grandes pérdidas. Se acordó una tregua, Cloșca la firmó en Tibru y Horea en Valea Bradului. Los austriacos acordaron enviar las demandas de los rebeldes al emperador. Pero el gobernador local se negó a aceptar el arreglo y suspendió las negociaciones. Crișan, que no confiaba en los Habsburgo, continuó luchando y derrotó a un gran ejército en Lupșa el 27 de noviembre. Al no haber respuesta de Viena, Horea pidió la reanudación de las hostilidades, tras lo cual el gobernador trató de restaurar la calma, ofreciendo a los rebeldes una amnistía general. El ejército campesino obtuvo una serie de victorias contra el ejército austriaco, pero el 7 de diciembre los austriacos derrotaron a los campesinos en una batalla decisiva en Mihăileni, en la que los campesinos sufrieron grandes pérdidas.
El 14 de diciembre, en Câmpeni, Horea les dijo a los campesinos que regresaran a sus casas para volver a la lucha en la primavera. Junto a Cloșca se retiró al pueblo natal de éste, Albac, en las montañas Gilău, donde fueron traicionados por los lugareños y arrestados por soldados austriacos el 27 de diciembre. Crișan fue capturado el 30 de enero. Los tres fueron llevados a Alba Iulia, donde fueron interrogados por los austriacos. Inicialmente, decenas de rebeldes fueron condenados a muerte, pero José II les concedió amnistías y ordenó que solo los tres líderes fueran ejecutados.

### Muerte
El 26 de febrero, los tres hombres fueron condenados a muerte en la rueda y varios miles de campesinos rumanos fueron llevados para presenciar su ejecución. La noche del 27 de febrero de 1785, Crișan se habría ahorcado en prisión, aprovechándose de la negligencia de sus guardias. Al día siguiente, Horea y Cloșca fueron quebrados en la rueda en Dealul Furcilor ("Colina de las Horcas"), Alba Iulia. Luego, sus cuerpos fueron descuartizados y repartidos por varios pueblos para que sirvieran como advertencia a los futuros rebeldes.
Después de la represión de la rebelión, el hijo de Horea, Ion, fue deportado al Banato. Se las arregló varias veces para escapar y regresar a Transilvania, pero fue siempre atrapado.

## Legado

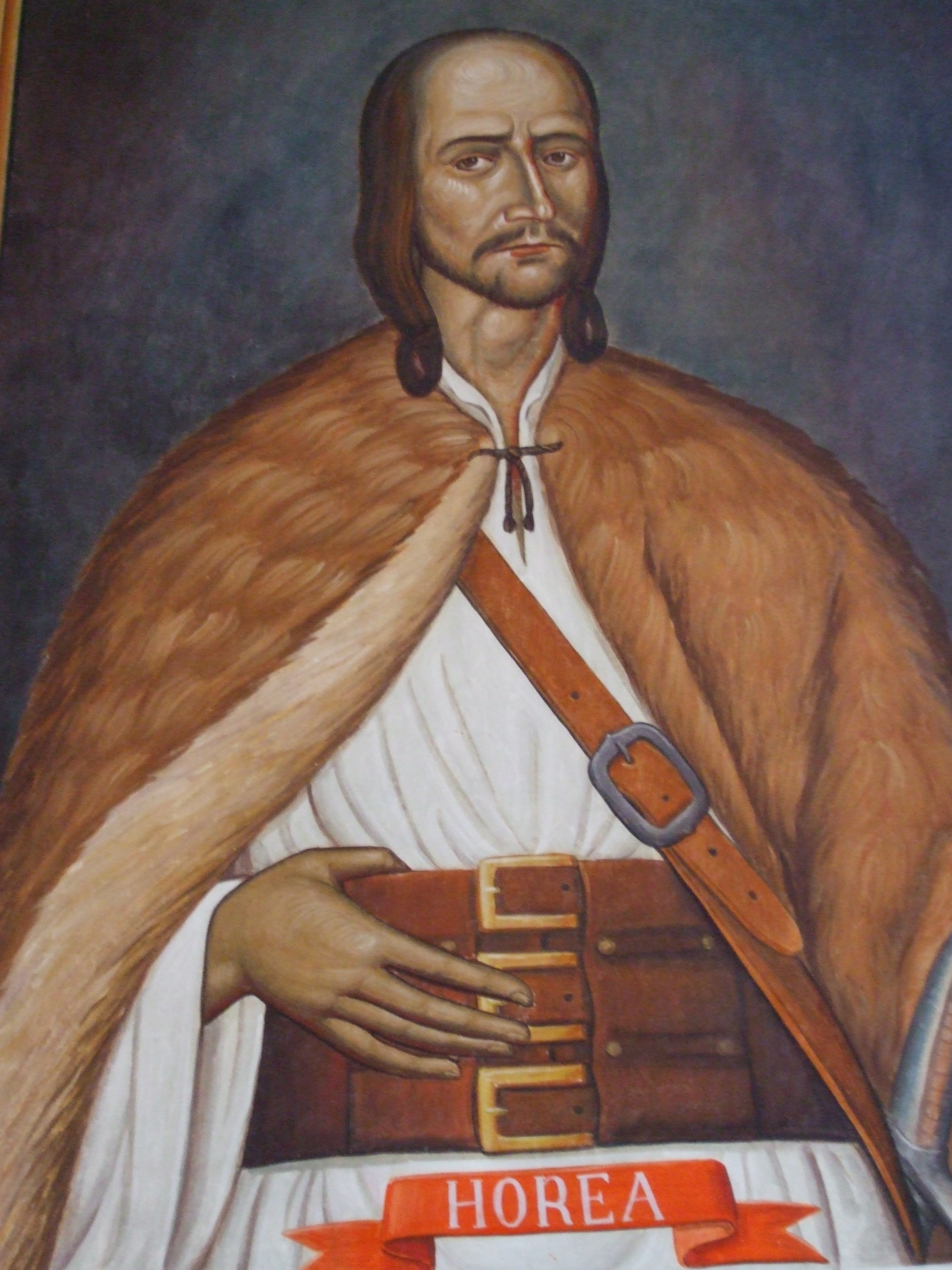
Pintura de Horea, de una iglesia en la comuna de Horea, Alba.

En 1785, José II ordenó el fin de la servidumbre, aunque el sistema feudal siguió practicándose durante varias décadas más. El Emperador también puso fin al control aristocrático sobre los matrimonios de los campesinos y amplió los derechos de pastoreo de los mismos.
La rebelión campesina tuvo repercusiones en toda Europa. Sacudió el sistema feudal y muchos consideran que inspiró la Revolución Francesa. En 1785, Jacques Pierre Brissot, quien se convertiría en líder de la Revolución Francesa, publicó una carta abierta a José II en la que afirmaba el derecho de los súbditos reales a protestar
Horea es considerado un héroe popular que ayudó a los rumanos a verse a sí mismos como un pueblo y una nación que merece la independencia y la libertad, por lo que una gran cantidad de autores han escrito sobre él. Fue el tema de una ópera de 1937, Horia, de Nicolae Bretan.
La casa de Horea se conservó hasta 1898, cuando Ion Brătianu la compró y la trasladó a su finca Florica.
En 1984 se estrenó una película sobre él. Su pueblo natal fue renombrado en su honor, y más de treinta calles en toda Rumanía llevan su nombre, al igual que al menos dos iglesias. Asimismo, varias escuelas llevan el nombre de los tres líderes rebeldes.